# Laxenecera chapini
Laxenecera chapini là một loài ruồi trong họ Asilidae. Laxenecera chapini được Curran miêu tả năm 1927. Loài này phân bố ở vùng nhiệt đới châu Phi.